# マリキナ-パシッグ駅
マリキナ-パシッグ駅（マリキナ-パシッグえき、英語: Marikina–Pasig station、別名: マリキナ駅（マリキナえき、Marikina station））は、フィリピン・マニラ首都圏のマリキナ市にあるマニラLRT2号線の駅である。駅名は駅がマリキナ市とパシッグ市に跨っていることに由来している。

## 歴史
- 2017年5月：当駅の工事に着手[1]。当初の仮駅名はエメラルド駅（Emerald station）であった。
- 2021年
  - 1月：駅名がマリキナ駅（Marikina station）に決定。
  - 7月5日：開業[2]。
  - 10月31日：マリキナ-パシッグ駅に改称[3]。

## 駅構造
相対式ホーム2面2線を有する高架駅である。

## 駅周辺
- Sta. Lucia East Grand Mall
- Robinsons Metro East
- Ayala Malls Feliz
- APT Studios
- Marikina City Hall
- Marikina Sports Center
- Blue Wave Mall
- S&R Marikina

## ギャラリー

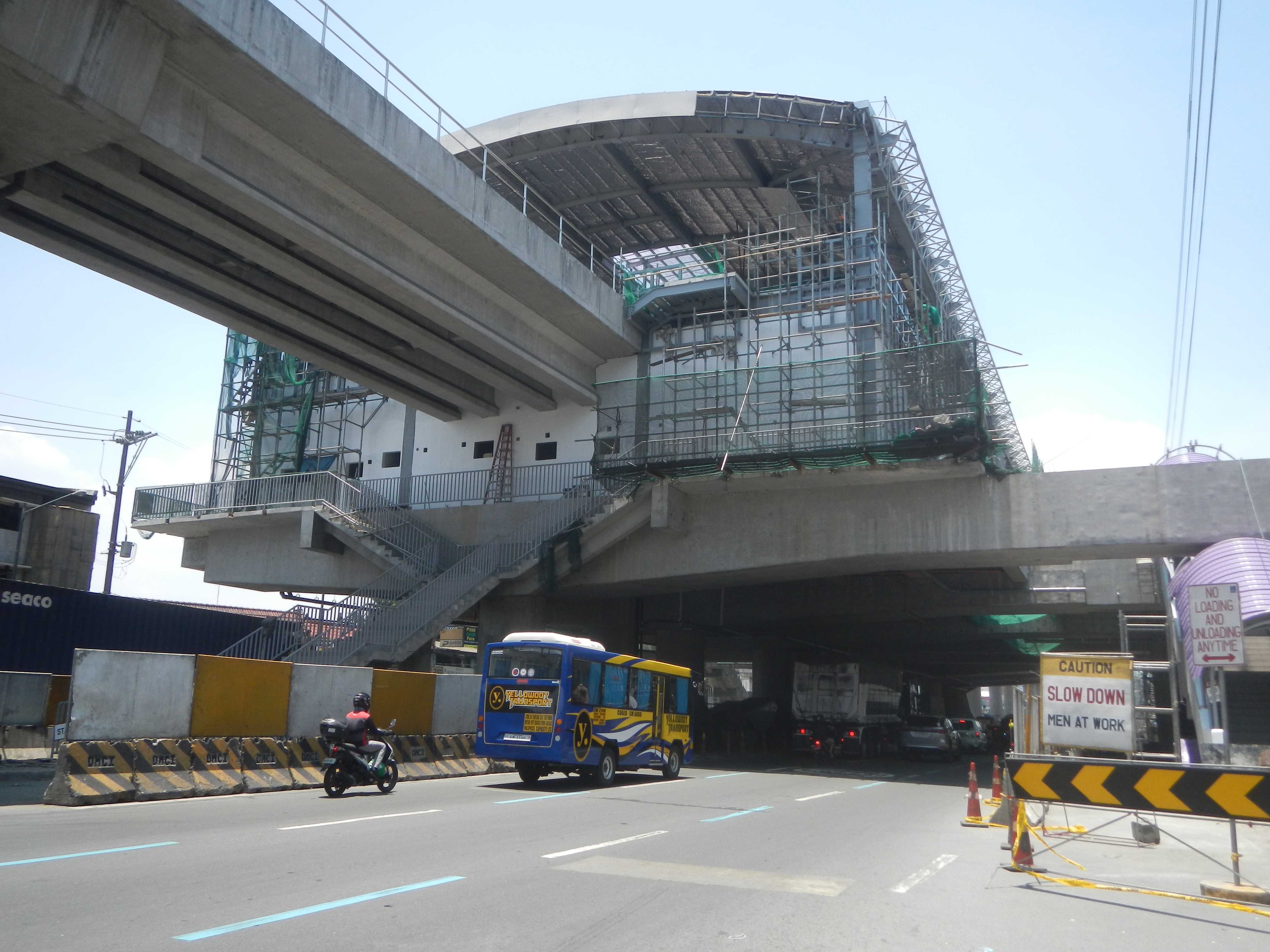
建設中の様子（2019年5月）
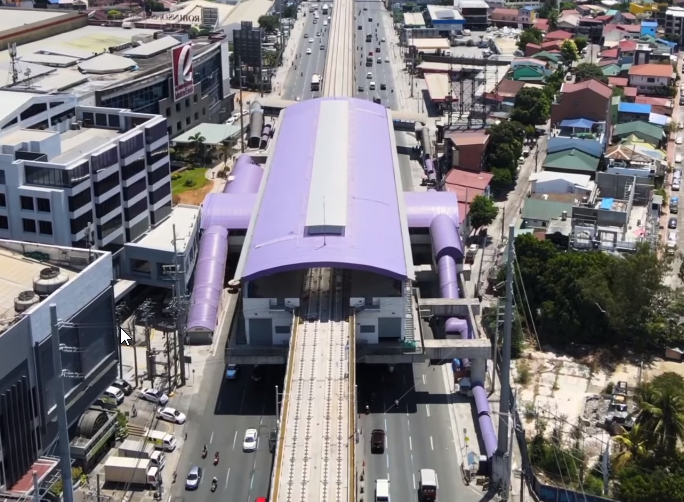
駅の航空写真